# Протопіп
Протопі́п — застаріла назва, що вийшла з ужитку ще на початку XIX століття, протоієрея чи (протопресвітера), як настоятеля.
Протопопи в повітах та губерніях завжди обіймали посаду голів Духовних правлінь, благочинних тощо. Вони мали особливу довіру єпархіального керівництва, їм давались особливі доручення з виконання загальних урядових розпоряджень у тій частині, де йшлося про справи церкви, і розпоряджень єпархіального керівництва.